# Karen Keygnaert
Karen Keygnaert est une chef belge, qui a remporté une étoile Michelin qu'elle garda de 2012 à 2016 pour son restaurant A'Qi. Après avoir volontairement renoncé à cette distinction,, elle a depuis ouvert un autre restaurant, Cantine copine, où elle a annoncé qu'elle ne rechercherait pas d'étoiles Michelin.

## Étoiles Michelin
- de 2012 à 2016

## Gault et Millau
- 13/20